# Ööriku
Koordinaten: 58° 35′ N, 22° 56′ O
Ööriku (deutsch Oerike) ist ein Dorf (estnisch küla) in der Landgemeinde Saaremaa (bis 2017: Landgemeinde Orissaare) auf der größten estnischen Insel Saaremaa (deutsch Ösel).

## Beschreibung
Ööriku hat 13 Einwohner (Stand 1. Januar 2008). Das Dorf liegt zehn Kilometer nordwestlich von Pöide (Peude).
In Ööriku befindet sich die „Kirche zur Heiligen Dreifaltigkeit“ der Estnischen Apostolisch-Orthodoxen Kirche (Eesti Apostlik-Õigeusu Kirik – EAÕK). Seit 1849 existiert die orthodoxe Kirchengemeinde. 1873 wurde das Gotteshaus mit seinen fünf Kuppeln errichtet. Der Glockenturm stammt von 1900.
Am 13. Juni 2009 wurde in Ööriku ein kleines orthodoxes Nonnenkloster eingeweiht, die erste orthodoxe Klostergründung in dem Land nach Wiedererlangung der estnischen Unabhängigkeit. Ein Jahr später verlegte es seinen Sitz wegen Eigentumsstreitigkeiten in das Dorf Reo.

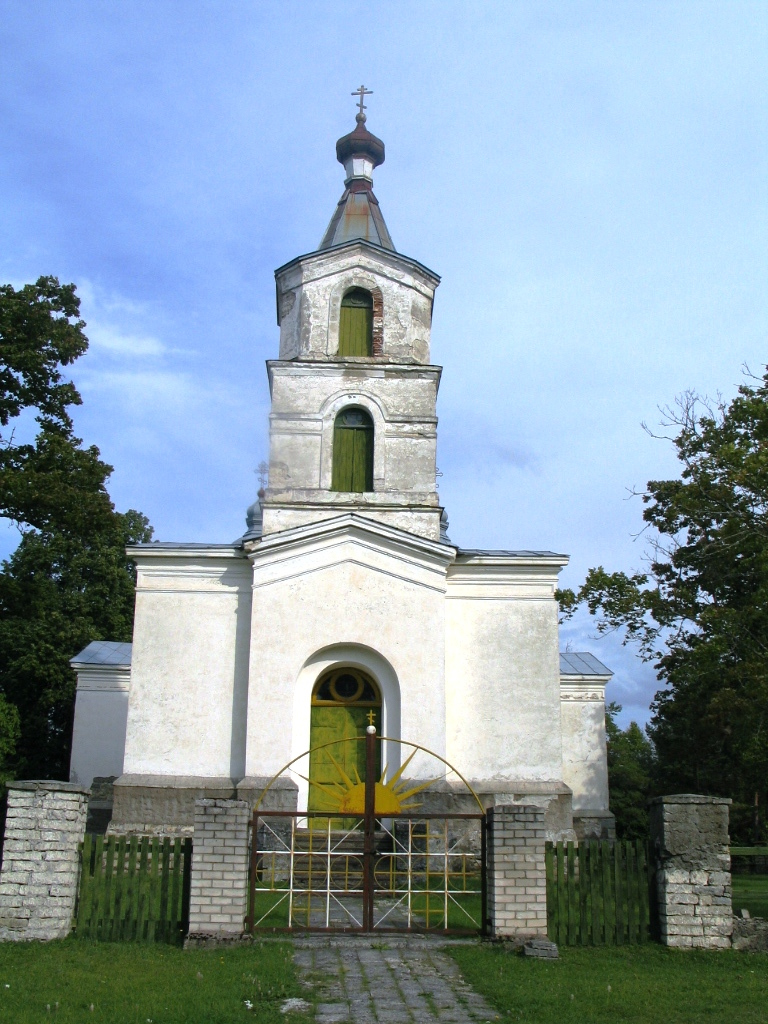
Orthodoxe Kirche von Ööriku
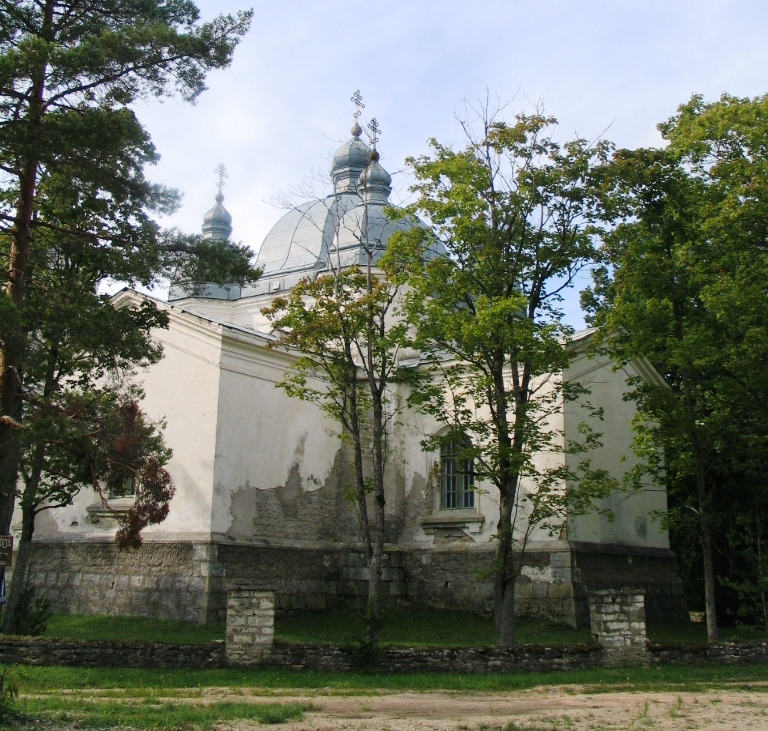
Fassade der Kirche
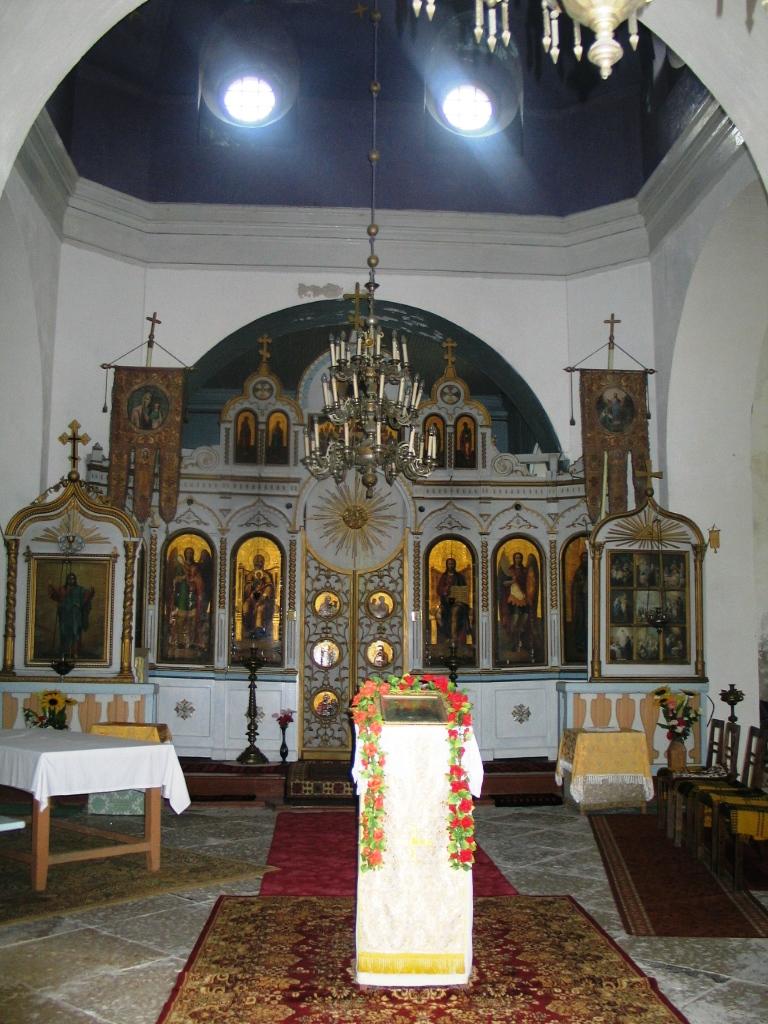
Blick auf die Ikonostase
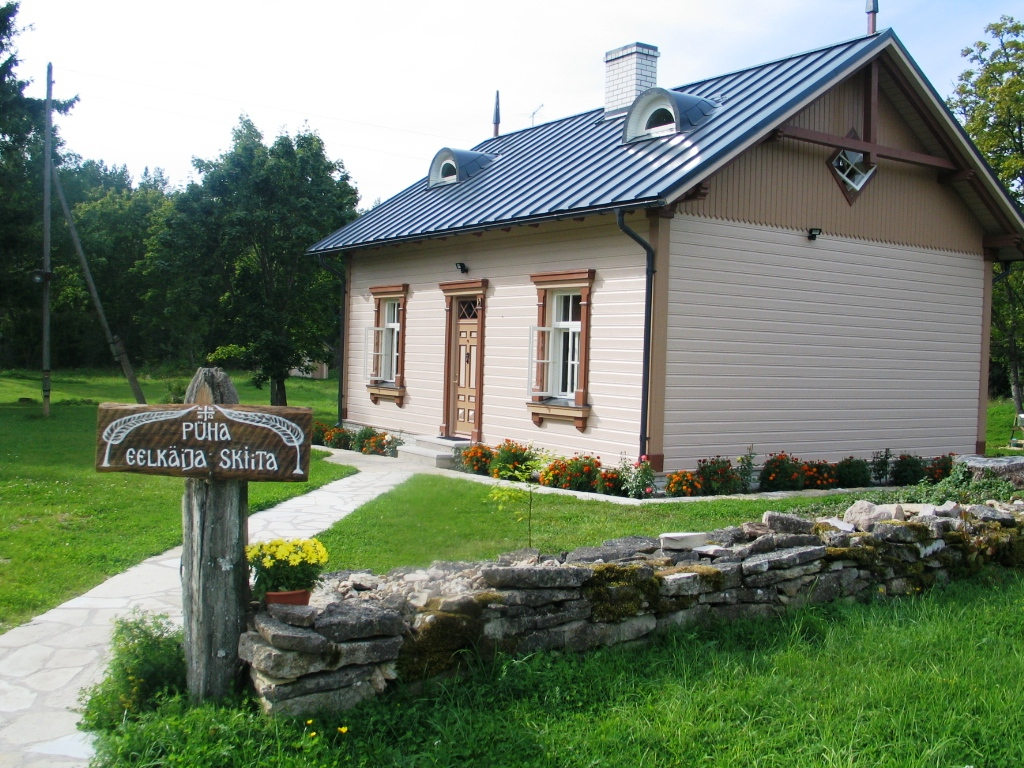
Nonnenkloster von Ööriku (2009)